# 153-as busz (Budapest, 1984–1986, 2008–2014)
A budapesti 153-as jelzésű autóbusz a Gazdagréti tér és az Móricz Zsigmond körtér (Villányi út) között közlekedett. A vonalat a Budapesti Közlekedési Zrt. üzemeltette.

## Története
1984. május 1-jén indult 153-as jelzéssel, az épülő gazdagréti lakótelep első buszjárataként. Ekkor még a lakótelep alján, a Nagyszeben téren volt a végállomása, 1987. január 1-jén a Gazdagréti térig hosszabbították az akkor induló 139-es és 139-es busszal együtt, jelzése pedig 153-asra változott. A vonalon Ikarus 412-es, előtte Ikarus 260-as típusú autóbuszok közlekedtek.
2008. augusztus 21-én újra 153-as jelzéssel látták el a járatot, a vegyes (magas padlós és alacsony padlós) üzem keretében egyaránt jártak Ikarus 412-esek és Ikarus 415-ösök.
Az M4-es metróvonal átadása miatt 2014. március 31-én útvonala jelentősen módosult, a járat betért a 4-es metró végállomásához, onnan a Bornemissza tér felé közlekedett, majd Újbuda-Központon át, a megszűnt 203-as nyomvonalán haladt a Neumann János utcáig.

## Útvonala
| Móricz Zsigmond körtér felé | Gazdagréti tér felé |
| --- | --- |
| Gazdagréti tér vá. – Gazdagréti út – Lapu utca – autópálya – Budaörsi út – Villányi út – Móricz Zsigmond körtér (Villányi út) vá. | Móricz Zsigmond körtér (Villányi út) vá. – Villányi út – Fadrusz utca – Bartók Béla út – Bocskai út – Nagyszőlős utca – Budaörsi út – Gazdagréti út – Gazdagréti tér vá. |

## Megállóhelyei
Az M4-es metró elindulásának másnapján történtek meg a megállóhely átnevezések (pl. Móricz Zsigmond körtér (Villányi út) → Móricz Zsigmond körtér M); a 2014-es adatok a március 28-ai állapotot tükrözik.
| 153 (Gazdag-réti lakótelep – Móricz Zsigmond körtér)        | 153 (Gazdag-réti lakótelep – Móricz Zsigmond körtér)        | 153 (Gazdag-réti lakótelep – Móricz Zsigmond körtér)        | 153 (Gazdag-réti lakótelep – Móricz Zsigmond körtér)        | 153 (Gazdag-réti lakótelep – Móricz Zsigmond körtér)        | 153 (Gazdag-réti lakótelep – Móricz Zsigmond körtér)                                  | 153 (Gazdag-réti lakótelep – Móricz Zsigmond körtér)                                                                                | 153 (Gazdag-réti lakótelep – Móricz Zsigmond körtér)        |
| 153 (Gazdagréti tér – Móricz Zsigmond körtér (Villányi út)) | 153 (Gazdagréti tér – Móricz Zsigmond körtér (Villányi út)) | 153 (Gazdagréti tér – Móricz Zsigmond körtér (Villányi út)) | 153 (Gazdagréti tér – Móricz Zsigmond körtér (Villányi út)) | 153 (Gazdagréti tér – Móricz Zsigmond körtér (Villányi út)) | 153 (Gazdagréti tér – Móricz Zsigmond körtér (Villányi út))                           | 153 (Gazdagréti tér – Móricz Zsigmond körtér (Villányi út))                                                                         | 153 (Gazdagréti tér – Móricz Zsigmond körtér (Villányi út)) |
| Perc (↓)                                                    | Perc (↓)                                                    | Megállóhely                                                 | Perc (↑)                                                    | Perc (↑)                                                    | Átszállási kapcsolatok                                                                | Átszállási kapcsolatok |                                                             |
| 1986                                                        | 2014                                                        | Megállóhely                                                 | 1986                                                        | 2014                                                        | az 1986-os megszűnésekor                                                              | a 2014-es átalakítása előtt |                                                             |
| ----------------------------------------------------------- | ----------------------------------------------------------- | ----------------------------------------------------------- | ----------------------------------------------------------- | ----------------------------------------------------------- | ------------------------------------------------------------------------------------- | --- | ----------------------------------------------------------- |
| ∫                                                           | 0                                                           | Gazdagréti tér végállomás (2008–2014)                       | ∫                                                           | 14                                                          | Nem érintette                                                                         | 8, 139, 239 |                                                             |
| ∫                                                           | 1                                                           | Tűzkő utca                                                  | ∫                                                           | 13                                                          | Nem érintette                                                                         | |                                                             |
| ∫                                                           | 2                                                           | Csíkihegyek utca                                            | ∫                                                           | 12                                                          | Nem érintette                                                                         | |                                                             |
| ∫                                                           | 2                                                           | Torbágy utca                                                | ∫                                                           | 11                                                          | Nem érintette                                                                         | |                                                             |
| ∫                                                           | 3                                                           | Törökugrató utca                                            | ∫                                                           | 11                                                          | Nem érintette                                                                         | |                                                             |
| ∫                                                           | 4                                                           | Regős utca                                                  | ∫                                                           | 10                                                          | Nem érintette                                                                         | |                                                             |
| 0                                                           | ∫                                                           | Gazdag-réti lakótelep végállomás (1984–1986)                | 15                                                          | ∫                                                           |                                                                                       | Nem érintette |                                                             |
| ∫                                                           | ∫                                                           | Gazdagréti út                                               | 12                                                          | 9                                                           | 40, 87, 87A, 87B                                                                      | 40, 87, 87A, 240 |                                                             |
| 2                                                           | 6                                                           | Neszmélyi út (↓) Nagyszeben út (↑)                          | 10                                                          | 8                                                           | 40, 87, 87A, 87B                                                                      | 40, 87, 87A, 139, 239, 240 |                                                             |
| 4                                                           | 7                                                           | Sasadi út                                                   | 8                                                           | 8                                                           | 40, 41, 53, 72, 87, 87A, 87B, 172                                                     | 40, 53, 87, 87A, 139, 150, 150E, 187, 239, 240, 240E, 250, 272 721, 731, 760, 767 Távolsági járatok                                 |                                                             |
| 6                                                           | 8                                                           | Dayka Gábor utca                                            | 7                                                           | 7                                                           | 40, 41, 53, 72, 87, 87A, 87B, 172                                                     | 40, 40E, 53, 87, 87A, 139, 150, 172E, 187, 188E, 239, 240, 250, 272                                                                 |                                                             |
| 9                                                           | 10                                                          | Fehérló utca                                                | ∫                                                           | ∫                                                           | 40                                                                                    | 40, 139, 239, 240 |                                                             |
| 12                                                          | 12                                                          | Villányi út                                                 | ∫                                                           | ∫                                                           | 61 12, 40, 40                                                                         | 61 40, 212, 240, 240E |                                                             |
| 13                                                          | 13                                                          | Karolina út                                                 | ∫                                                           | ∫                                                           | 61 12, 40                                                                             | 61 40, 212, 240 |                                                             |
| 14                                                          | 14                                                          | Badacsonyi utca                                             | ∫                                                           | ∫                                                           | 61 40                                                                                 | 61 27, 40, 240 |                                                             |
| ∫                                                           | ∫                                                           | Ajnácskő utca                                               | 6                                                           | 6                                                           | 53, 72, 87, 87A, 87B                                                                  | 53, 150, 240, 250, 272 |                                                             |
| ∫                                                           | ∫                                                           | Hollókő utca                                                | 5                                                           | 5                                                           | 53, 72, 87, 87A, 87B                                                                  | 53, 150, 240, 250, 272 |                                                             |
| ∫                                                           | ∫                                                           | Vincellér utca                                              | 3                                                           | 3                                                           | 12, 41, 87, 87A, 87B, 172                                                             | 53, 86, 150, 212, 240, 250, 272 |                                                             |
| ∫                                                           | ∫                                                           | Kosztolányi Dezső tér                                       | 2                                                           | 2                                                           | 19, 49 1, 1, 7, 7A, 7, 12, 14, 40, 41, 41E, 53, 72, 86, 86, 87, 87A, 87B, 114, 172, R | 19, 49 7, 7A, 7E, 40E, 53, 86, 87, 87A, 107E, 114, 150, 150E, 172E, 187, 188E, 212, 213, 214, 240, 240E, 250, 272 Távolsági járatok |                                                             |
| 15                                                          | 15                                                          | Móricz Zsigmond körtér (Villányi út) végállomás             | 0                                                           | 0                                                           | 6, 18, 19, 47, 49, 61 1, 1, 3, 3, 7, 7A, 7, 10, 10A, 27, 40, 40, 40E, 53, 110, 127, R | 6, 18, 19, 41, 47, 49, 61 7, 7A, 7E, 27, 33, 40, 40E, 107E, 188E, 240, 240E                                                         |                                                             |